# Edesszai Grófság
Az Edesszai Grófság (1098–1150) egyike volt az első keresztes hadjárat után a Szentföldön létrehozott keresztény államoknak. A grófság Edessza város köré szerveződött, ami nagy múltú ókori város volt, hol számos keresztény élt. Az Edesszai Grófság volt az egyetlen keresztes állam, mely nem büszkélkedhetett tengerparttal, a szárazföld belsejében terült el. Területét kettészelte az Eufrátesz, mely keleti, illetve nyugati részre osztotta a grófságot. Keleten helyezkedett el a főváros, Edessza, míg a nyugati területeket Turbesszel erődje vigyázta.

## Megalapítása
1098-ban Baudouin de Boulogne, a későbbi I. Balduin, elhagyta a keresztes fősereget, mely Antiochia és Jeruzsálem felé menetelt, s e helyett délnek, Ciliciának tartott, majd onnan továbbmenetelt keletnek, Edessza felé. Edesszába érve meggyőzte annak urát, Toroszt, hogy fogadja őt fiának, s ismerje el örökösének. 1098 márciusában Torosz edesszai nagyurat meggyilkolták, s ezzel Balduin örökölte annak trónját, felvéve az Edessza grófja címet. 1100-ban Balduin megörökölte a Jeruzsálemi Királyság trónját is bátyja, Bouillon Gottfried halálával, a grófságot unokatestvérére, a későbbi II. Balduinra hagyta.

## Konfliktusok a környező muszlim államokkal
1104-ben Moszul megtámadta az Edesszai Grófságot, annak urát, II. Balduint csatára kényszerítve. A harrani csatában a szeldzsuk törökök diadalmaskodtak, mi több magát II. Balduint, és I. Joscelint, Turbesszel urát, is sikerült fogságba ejteniük. Balduin csak 1108-ban szabadult váltságdíj fejében, addig a grófság felett Tankréd uralkodott. 1100-ban Maudúd megszerezte a szeldzsukoknak az Eufrátesztől keletre eső területeket, de ezt nem követte egy Edessza elleni támadás, mivel az újdonsült muszlim urak hatalmuk megszilárdításával voltak inkább elfoglalva. 1118-ban I. Balduin, Jeruzsálem királya elhunyt, trónját az akkori edesszai gróf, II. Balduin örökölte. Miután II. Balduin elfoglalta Jeruzsálem trónját 1119-ben a grófságot I. Joscelinre hagyományozta. 1122-ben Joscelin ismét fogságba került, ennek hallatára II. Balduin elindult kiszabadítására, de ő maga is rabságra jutott, így Jeruzsálem király nélkül maradt. 1123-ban Joscelinnek sikerült megszöknie, majd egy év múlva kieszközölte Balduin szabadon bocsátását is.

## Az Edesszai Grófság végnapjai
1131-ben I. Joscelin súlyos sebeket szerzett egy ostrom során, így lemondott a hatalomról fia, II. Joscelin javára. Ekkora Imádaddín Zengi egyesítette Aleppót és Moszult, ezzel Edesszát fenyegetve. II. Joscelin keveset törődött országa védelmével, inkább felesleges vitákra fecsérelte idejét a tripoliszi grófokkal, kik ennek hatására nem is segítették meg az ostromlott Edesszát, így az 1144-ben elesett. II. Joscelin tovább gyakorolta uralmát az Eufrátesztől nyugatra eső területek fölött. 1146-ban IImádaddín Zengi halálából hasznot húzva II. Joscelin szeptemberben visszafoglalta a régi fővárost, Edesszát, de novemberre ismételten elveszítette. Maga Joscelin is alig tudott elmenekülni a városból, 1150-ben már azonban nem tudta elkerülni a fogságot, Núraddín fogságába esett. Felesége eladta I. Mánuel bizánci császárnak Turbessel erődjét és a még kezén lévő területeket, de nem maradt sokáig bizánci kézben, egy évre rá Núraddín megszerezte az Edesszai Grófság teljes területét. Az Edesszai Grófság volt a legkorábban alapított keresztes állam, s ugyancsak az Edesszai Grófság volt az a keresztes állam, mely leghamarabb került vissza a szeldzsukok uralma alá.